# Казначеево (Тульская область)
Казначеево — село в Тульской области России. С точки зрения административно-территориального устройства входит в Ботнинский сельский округ, Алексинский район. В плане местного самоуправления входит в состав муниципального образования город Алексин.

## География
Деревня находится в северо-западной части Тульской области, в пределах северо-восточного склона Среднерусской возвышенности, в подзоне широколиственных лесов, на берегу реки Вашана, на расстоянии примерно 10 километров (по прямой) к востоку от города Алексина, административного центра округа.

### Климат
Климат характеризуется как умеренно континентальный, с ярко выраженными сезонами года. Средняя температура воздуха летнего периода — 16 — 20 °C (абсолютный максимум — 38 °С); зимнего периода — −5 — −12 °C (абсолютный минимум — −46 °С). Снежный покров держится в среднем 130—145 дней в году. Среднегодовое количество осадков — 650—730 мм.

## История
До революции — сельцо, относилось к Стрелецкой волости Алексинского уезда, было приписано к церкви св. Георгия в с. Серебрянь.

## Население
| 2010 |
| ---- |
| 26   |

### Национальный состав
Согласно результатам переписи 2002 года, в национальной структуре населения русские составляли 98 % из 46 чел.

## Инфраструктура
Обслуживается отделением почтовой связи 301360.
Личное подсобное хозяйство (на апрель 2023 года 25 домов).

## Транспорт
Автодорога 70К-021. Остановка общественного транспорта «Казначеево».